# Lymanopoda dietzi
Lymanopoda dietzi es una de las once especies que conforman el clado obsoleta del género Lymanopoda. Fue descrita en 1981 a partir de material colectado por los investigadores británicos Adams y Bernard durante sus expediciones en la Cordillera de Mérida.
L. dietzi es una especie endémica de la Cordillera de Mérida. La descripción original se refiere a un taxón restringido a la cuenca alta del río Chama (L. dietzi dietzi), y posteriormente se describieron varias subespecies en otras localidades de la misma cordillera. Todas ellas muestran marcadas diferencias fenotípicas en la coloración dorsal de las alas, pero suficientes similitudes en otras características morfológicas y marcadores genéticos para justificar su posición con-específica.